# Oliver Hartmann
Oliver Hartmann (Rüsselsheim, 28 de junio de 1970) es un vocalista, guitarrista, compositor, y productor alemán. Es conocido por su rol como fundador de la banda At Vance (junto con Olaf Lenk) y por su apodo "El Pelado de Avantasia". 
Ha sido artista invitado en varios álbumes de diversas bandas de Power Metal incluyendo Freedom Call y Edguy. Formó parte en los dos álbumes de la Ópera Metal Avantasia, en donde desempeñó el papel del Papa Clemente VIII, y en la Ópera Metal Aina Days of Rising Doom.

## Biografía
Hartmann inició su carrera como guitarrista en varias bandas locales, pero desde la edad de 18 años, se concentró más en su voz. Tocó para otras bandas como Hanz Damf, Tuned, y Centers. Con At Vance hizo su primera aparición Internacional, donde era vocalista desde 1999 al 2002. 

### Otros proyectos
Ha formado parte en bandas italianas como Empty Tremor, además fue músco de apoyo del grupo de metal progresivo: Dream Theater durante la gira del 2004 en Italia. También fue músico de apoyo de TOTO durante la gira del 2006 en Europa.
También se desempeñó como guitarrista de la cantante alemana JOANA ZIMMER (en gira con Zucchero en mayo) y en el homenaje a PINK FLOYD "echoes", en gira por toda Europa.

### Como solista
Luego de dejar At Vance por motivos personales, se concentró íntegramente en su carrera como solista y en su estudio de grabación. Un poco después el grabó su primer álbum de estudio Out in the Cold, lanzado en 2005 con la discográfica Italiana Frontiers Records. Fue nombrado como "álbum del mes" en muchas reconocidas revistas de rock a nivel mundial, también siendo elegida como "canción del año" y "balada del año" con las canciones "What if I" y "Into the Light". 
En inicios del 2007 grabó Home, su segundo material discográfico. 

## Discografía

### Solista
- Out In The Cold (2005)
- Home (2007)
- Handmade / Live In Concert (2008)
- 3 (2009)
- Balance (2012)
- The Best Is Yet To Come (2013)
- Shadows and Silhouettes (2016)
- Hands On The Wheel (2018)
- 15 Pearls And Gems  (2020)

### At Vance
- No Escape (1999)
- Heart of Steel (2000)
- Dragonchaser (2001)
- Only Human (2002)

### Empty Tremor
- The Alien Inside (2004)

### Avantasia
- The Metal Opera (2001)
- The Metal Opera Part II (2002)
- The Scarecrow (2008)
- The Wicked Symphony (2010)
- Angel of Babylon (2010)
- The Flying Opera (Álbum en Vivo) (2011)
- The Mystery of Time (2013)

### Centers
- Centers (1997)
- Fortuneteller (1998)
- Early Works (2001)

### Colaboraciones
- Iron Mask - Shadow Of the Red Baron (2010)
- Iron Mask - Hordes Of The Brave (2005)
- Genius - Episode I (2002)
- Rhapsody - Rain of a Thousand Flames (2002)
- Rhapsody - Power of the Dragonflame (2002)
- Squealer - Under the Cross (2002)
- Aina - Days of Rising Doom (2003)
- Freedom Call - The Circle of Life (2003)
- Freedom Call - Eternity (2003)
- Edguy - Hellfire Club (2004)
- Genius - Episode II: In Search Of The Little Prince (2004)
- Helloween - Keeper of the Seven Keys - The Legacy (2005)
- Edguy - Rocket Ride (2006)
- Lunatica - The Edge of Infinity (2006)
- Edguy - Tinnitus Sanctus (2008)
- Magic Kingdom - Metallic Tragedy (2004)
- Dushan Petrossi's Iron Mask - Hordes Of The Brave (2005)
- Heavenly - Carpe Diem (2009)
- J.R.Blackmore & Friends - Voices- Pt.1 (2011)